# 第三次ホムスの戦い
第三次ホムスの戦いは、1299年にモンゴルがマムルーク朝に勝利した戦いである。合戦のあった戦場の地名をとって、ワーディル・ハズナダール（アラビア語: وادي الخزندار, ラテン文字転写: Wādī al-Ḵaznadār）の戦いともいう。

## 背景
1260年、モンゴルのフレグ・ハンははるばるパレスチナを目指して中東レヴァント地域を侵略した。エジプト・マムルーク朝の侵入に対抗しようとする直前、彼はモンゴルのカアンで長兄のモンケの死去による跡継ぎ問題のため、急遽モンゴルに呼び戻された。やむなく彼は、将軍キト・ブカの下に2つのトゥメン (万人隊×2, 計20,000騎) を防衛のために残して去った (ただし、結果的に彼はモンゴルには戻らず、帰路の途上で次兄クビライと弟アリクブケによる帝位継承戦争が始まったことを聞くと、イランの地でイルハン朝を建国した)。しかし、この防衛軍はアイン・ジャールートの戦いで敗れ、モンゴル軍はパレスチナ、シリアの地を追われる結果となった。
フレグは再軍備してレヴァント地域に戻ろうとしたが、マムルーク朝とひそかに同盟していたジョチ・ウルスのベルケ (フレグのいとこにあたる) がコーカサスで内戦を扇動した (ベルケ・フレグ戦争) ことにより阻まれ、再侵略を阻止された。
レヴァントを回復した後、マムルーク朝は、どちらもモンゴルの保護国となっていたキリキア・アルメニア王国とルーム・セルジューク朝への侵入を試みたが、敗れ、シリアに押し戻された。
1299年、モンゴルがシリアで最後に敗れた第二次ホムスの戦いからほぼ20年が経ち、ガザン・ハン率いる60,000騎の自軍と40,000騎のグルジアおよびアルメニア兵は、マムルーク朝とイルハン朝の国境線でもあったユーフラテス川を渡り、アレッポを占拠した。
モンゴル軍は、南へ進軍した。彼らは幅約10マイルの戦線をホムスのわずか2-3マイル北に展開し、そこからモンゴルの軍は南へ進軍した。
マムルーク朝のスルタン、ナースィル・ムハンマドはこの時シリアにあって、20,000～30,000騎 (他の出典ではそれ以上) のマムルーク軍をダマスカスの北方に行軍させ、1299年12月22日の早朝5時、ホムスの北東2-3アラブファルサフ (=6-9マイル) にあるワーディル・ハズナダールでモンゴル軍と相対した。太陽は既に昇っていた。

## 戦闘
マムルーク軍騎兵がモンゴル軍に襲い掛かったことから戦いが始まった。その後、モンゴルの弓騎兵が彼らの馬の後に立ってマムルーク軍に矢を浴びせる間に、モンゴルの重騎兵はマムルーク軍の中に突っ込んだ。戦いの初期、両軍は早くから白兵戦に陥っていた。結局午後に、マムルーク軍の右翼がモンゴル軍によって突破され、モンゴル軍の進撃の報を聞いて、即座にマムルーク軍は総崩れに陥った。軍団内の伝令が戦場の反対側の側面につくまでに時間がかかった。モンゴル軍はその突破口を利用して、最終的に戦場全体を完全に支配し、残りのマムルーク軍を蹴散らした。

モンゴルのレヴァント侵攻 (1299年-1303年) 中の第三次ホムスの戦いの場所

## 損害
マムルーク朝側の出典では、モンゴル軍の犠牲者が5,000-10,000人を数えた間、マムルーク朝の兵は200人が死んだだけだと伝えている。戦いの帰趨がマムルーク軍の右翼が崩壊したことにあり、それでも全犠牲者が200人という事実は考えにくく、誤認もしくは誇張と思われる。明らかな犠牲者格差にもかかわらず、モンゴル軍が戦場を支配し続け、ダマスカスの占拠に向かったという事実からも、マムルーク軍が実は「深刻な敗北」を被っていたことが推測される。

## 戦後の動き
マムルーク軍はダマスカスに向かって南方へと撤退した。しかし、途中で、祖国の独立を望んだマロン派キリスト教徒12,000人とドゥルーズ派の弓兵によって、彼らは絶えず悩まされた。将軍ムーレイに率いられたモンゴル軍の一部隊は、ガザンの主力部隊から分かれて、ガザ付近までマムルーク軍を追撃し、彼らをエジプトへと追い返した。
「大勝利」を宣言したモンゴル軍はダマスカス到着まで、南から進軍を続けた。ダマスカスの都市は直ぐに略奪され、ダマスカス城砦は包囲された。
モンゴル軍の勝利を足掛かりとするキリスト教国家の十字軍側の対マムルーク朝で協調した動きは見られず、マムルーク軍はモンゴル軍の撤退の後直ぐにシリアおよびパレスチナの奪還に動き出した。グルジア軍やキリキア・アルメニア軍の参加は、西側のキリスト教十字軍とは明らかに関係の無い動機だった。
第三次ホムスの戦いの後、モンゴル軍は、パレスチナを圧迫し続け、最終的にエルサレムに到着した。1300年、騎馬の飼葉の補給が切れ、チャガタイ・ハン国の侵入を撃退するためモンゴル軍 (イルハン朝軍) が撤退するまで、小規模な襲撃部隊がガザに至るパレスチナ中を略奪した。